# Handley Page Halifax
El Handley Page Halifax fou un bombarder pesant quadrimotor de la Royal Air Force durant la Segona Guerra Mundial. El Halifax va estar en servei des del 1940 fins al final de la guerra, el 1945, i va realitzar diverses missions, a part dels bombardejos. També el van utilitzar diversos esquadrons de les forces aèries canadenques, australianes, de la França Lliure i poloneses, i després de la guerra van seguir emprant-se a Egipte, França i Pakistan, que el va retirar finalment el 1961. Se'n van fabricar 6.178 unitats entre 1939 i 1945.

## Especificatcions Halifax(Mk III)

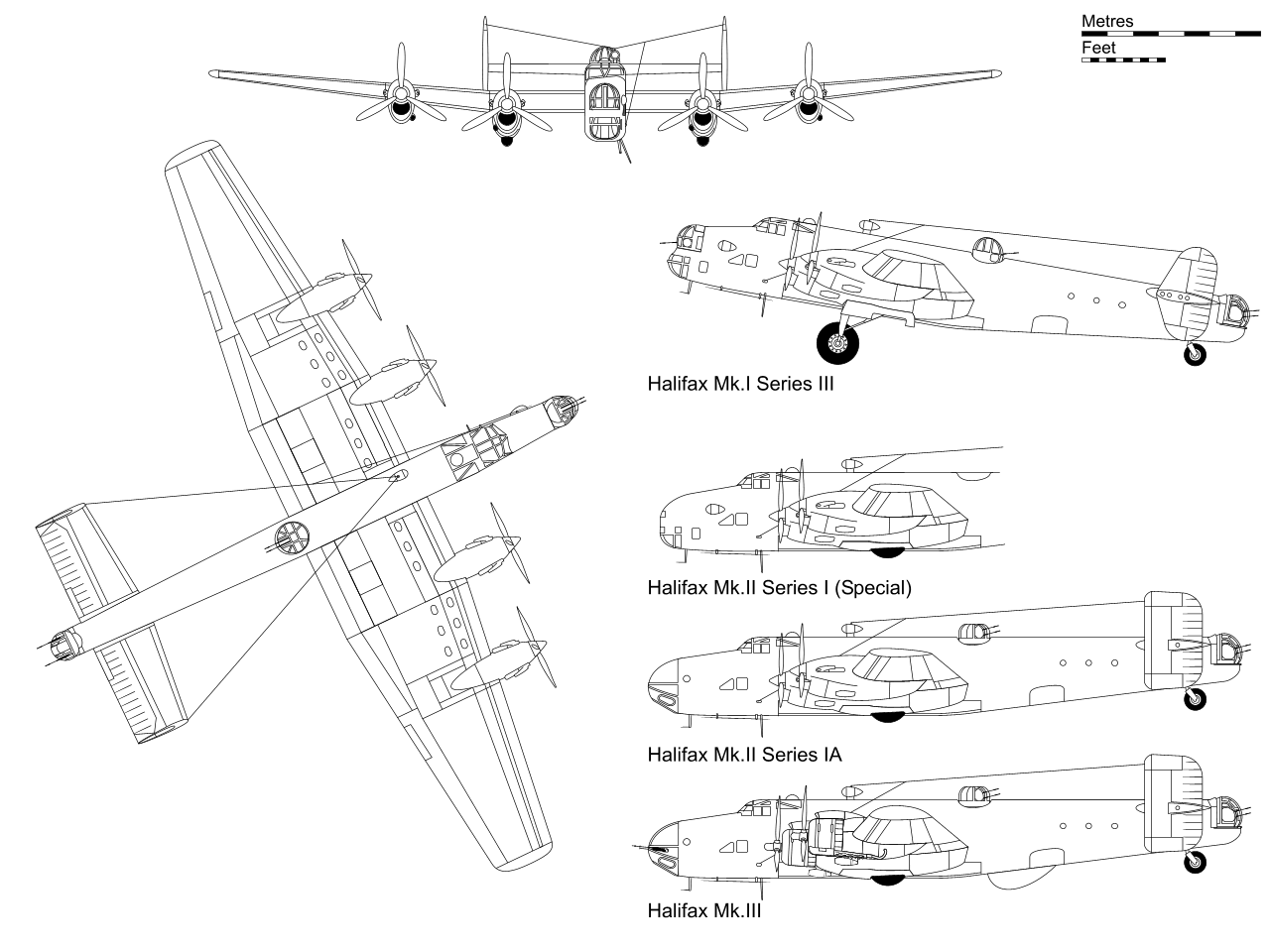
Projecció en 3 vistes de la versió Mark I Series III, mostrant les diferències amb altres versions.

Dades de Bingham, Halifax, Second to None
Característiques generals
- Tripulació: 7 (pilot, copilot/enginyer de vol, navegador, bombarder, operador de ràdio/artiller, dos artillers)
- Longitud: 71 peus i 7 polzades
- Envergadura: 104 peus i 2 polzades
- Alçada: 20 peus i 9 polzades
- Superfície de l'ala 1.190 peus²
- Pes carregat: 54.400 lliures
- Motors: 4×  motor radial Bristol Hercules XVI, 1.615 cv   cada un

 Rendiment 
- Velocitat màxima: 282 milles per hora (454 km/h/246 nusos) a 13.500 peus (4.115 m)
- Abast: 1.860 milles  combat
- Sostre de servei: 24.000 peus
- Ràtio d'ascens: 750 peus/min
- Càrrega alar: 45,7 liures/peus²
- Potència/pes: 0,12 hp/lb

Armament

- Metralladores: 8 metralladores Browning M1919 de calibre 7,7 mm (.303 British)
- Bombes: 13.000 lliures (5.897 kg) de bombes